# Montserrat Ribera i Puig
Montserrat Ribera i Puig (1960) és una política catalana. Llicenciada en Ciències Econòmiques i Empresarials per la Universitat de Barcelona (UB) i diplomada en Fiscalitat i en Anàlisi Financer per EADA.
Des del març del 2016 és directora de l'Agència Catalana del Consum, organisme autònom adscrit al Departament d'Empresa i Coneixement de la Generalitat de Catalunya.
Entre 1995-2003 va ser regidora de l'Ajuntament de Guardiola de Berguedà i entre 1995-1999 diputada provincial a la Diputació de Barcelona. Entre 1995 i 1999 fou consellera Comarcal de Serveis Socials i Portaveu del grup de CIU al Consell Comarcal del Berguedà. Entre 1999 i 2006 va ser presidenta del Consell Comarcal del Berguedà i entre els anys 2003 i 2015, alcaldessa de l'Ajuntament de Guardiola de Berguedà.
També ha estat presidenta del Consorci de Turisme de l'Alt Berguedà, presidenta del Consorci del Parc Fluvial de les Colònies del Llobregat, consellera de Caixa de Manresa, presidenta de la comissió de Dona i Municipi de l'ACM i membre de Fòrum Comarcal de l'ACM. Diputada de la VIII legislatura al Parlament de Catalunya per CIU.